# Technicien des fluides de forage
Sur les forages pétroliers, le technicien des fluides de forage (ou boueux) est la personne qui surveille et ajuste les paramètres de la boue de forage pour garantir un travail efficace des outils et une bonne sécurité du puits.
Pour remonter les déblais de forage (cuttings), maintenir le puits ouvert, et se protéger des remontées de gaz ou de fluides divers (eau, pétrole...), de la boue est injectée par la tête d'injection en haut de l'axe de la tige de forage supérieure, et est récupérée depuis la zone annulaire entre le puits et le train de tiges. La boue est stockée dans des bassins. Ces derniers doivent avoir un niveau ne variant que du volume correspondant à l'approfondissement du trou, ou à l'ajout ou suppression d'éléments de tige de forage dans le puits. Si leur niveau varie d'une autre manière, cela peut être le signe de la perte de boue dans le terrain, ou de la présence de gaz repoussant la boue. Dans ces cas, le boueux doit faire des réajustements de la composition de la boue. Pour schématiser, une diminution de la densité de la boue s'obtient en ajoutant de l'eau, et une augmentation, en ajoutant de la baryte.